# 94 (număr)
94 (nouăzeci și patru) este numărul natural care urmează după 93 și precede pe 95 într-un șir crescător de numere naturale.

## În matematică
94:
- Este un număr semiprim.[1][2]
- Este un număr compus. Suma alicotă a lui 94 este 50, în Serie alicotă (94, 50, 43, 1, 0).
- Este al doilea primul număr din a treia tripletă de numere semiprime: 93, 94 și 95.[3]
- Este un număr 17-gonal.[4][5]
- Este un număr nontotient.[6][7]
- Este un număr Erdős-Woods, deoarece este posibil să se găsească șiruri de 94 de întregi consecutivi astfel încât fiecare număr din șir să aibă un divizor fie la fel ca primul număr, fie ca ultimul.[8][9]
- Este un număr fericit.[10][11]
- Este un număr Smith.[12][13]
- Este un număr Størmer.[14][15]

## În știință
- Este numărul atomic al plutoniului, un actinid.

### În astronomie
- Messier 94 este o galaxie spirală cu o magnitudine 8,2 în constelația Câinii de vânătoare.
- Obiectul NGC 94 din New General Catalogue este o galaxie lenticulară cu o magnitudine 14,6 în constelația Andromeda.
- 94 Aurora este un asteroid din centura principală.

### În calculatoare
Setul ASCII (mai general ISO 646) conține exact 94 de caractere grafice⁠(d) diferite de blanc într-un interval continuu de coduri. Aceste coduri hexa din intervalul 0x21–0x7E, au fost folosite în numeroase variante de scheme de codare pentru limbaje din Asia de Est în perioada 1980–1990.

## În alte domenii
94 se poate referi la:
- Numărul departamentului Val-de-Marne din Franța.
- Prefixul telefonic internațional pentru Sri Lanka.[16]
- Lungimea unui teren din NBA este de 94 de picioare, iar lățimea de 50 de picioare.